# Battery Park City

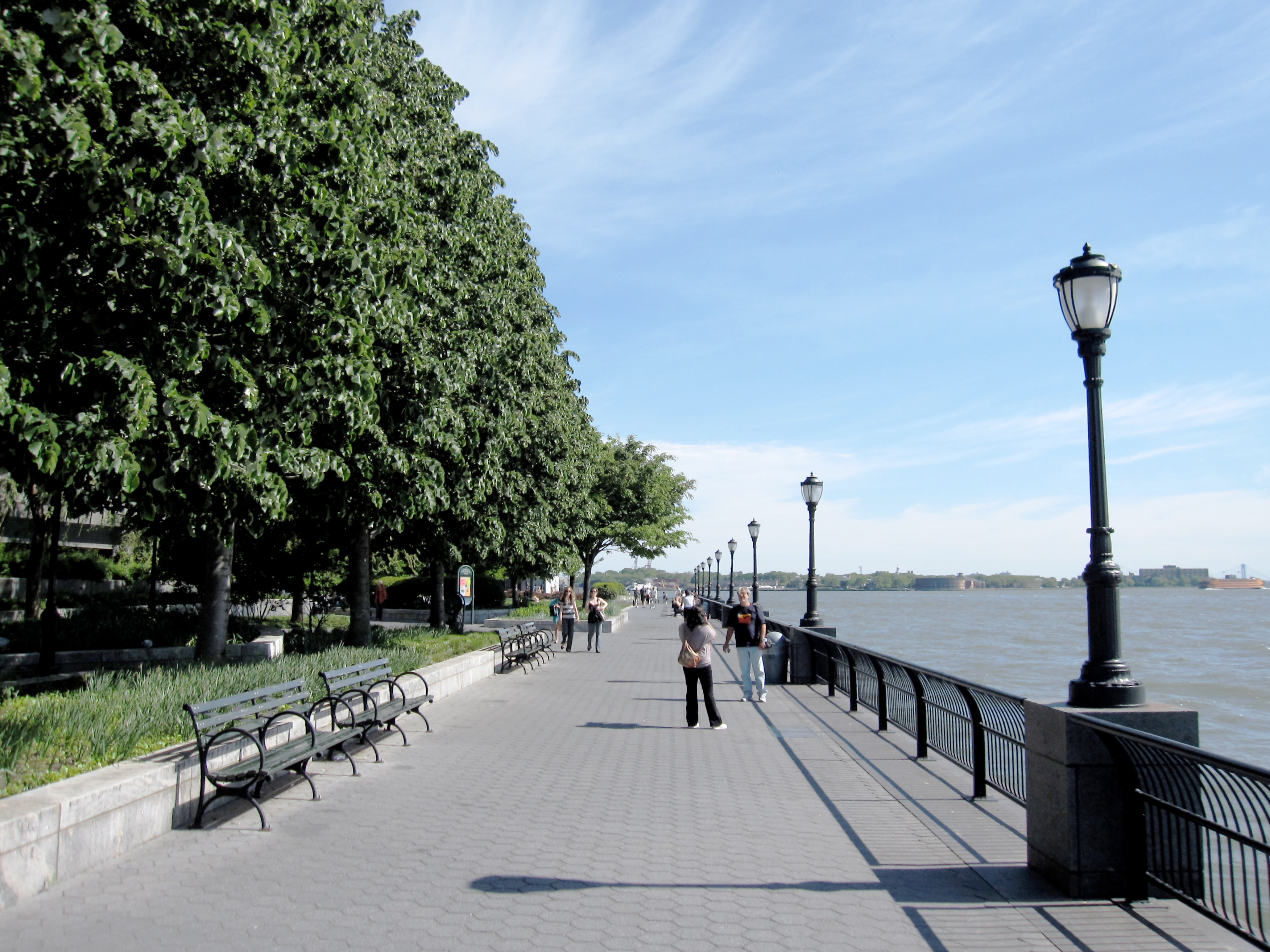
Esplanada wzdłuż rzeki Hudson w Battery Park City

Battery Park City – zespół architektoniczny w południowo-zachodniej części Lower Manhattanu w Nowym Jorku, zajmujący powierzchnię 0,37 km². Teren, na którym się znajduje, został ukształtowany w procesach regulacji rzeki Hudson i osuszania jej brzegu, przy wykorzystaniu 917 tysięcy m³ gleby i skał, wydobytych podczas konstrukcji wież World Trade Center, a także przy okazji realizacji kilku innych projektów. Nazwa Battery Park City zaczerpnięta została od pobliskiego Battery Park.
Battery Park City stanowi własność Battery Park City Authority (BPCA), czyli korporacji użytku publicznego, która została powołana do życia przez stan Nowy Jork pod nadzorem Urban Development Corporation. Nadwyżki z przychodów, które przynosił Battery Park City, przeznaczane były na budowę innych struktur mieszkalnych, a głównie na projekty w Bronksie i Harlemie.
Na mocy umowy z 1989 roku pomiędzy BPCA a miastem Nowy Jork, korporacja przekazała miastu 600 milionów dolarów. Charles J. Urstadt, pierwszy CEO Battery Park City Authority, wytłumaczył w 2007 roku, że BPCA zasiliła kasy miejskie o łączną kwotę powyżej 14 miliardów dolarów; ponadto korporacja każdego roku przekazywała miastu kolejnych 200 milionów dolarów.
Większość tych środków przeznaczona została na generalną rozbudowę miasta. W lipcu 2006 roku burmistrz miasta Michael Bloomberg, gubernator Pataki, a także rewizor William C. Thompson Jr. zatwierdzili działalność New York City Housing Trust Fund; głównym celem tego funduszu była budowa ponad 4 tysięcy przystępnych cenowo obiektów mieszkalnych w Nowym Jorku. New York City Housing Trust Fund wsparł finansowo inny fundusz, New York Acquisition Fund, który to służył jako katalizator do konstrukcji ponad 30 tysięcy tanich mieszkań w ramach dziesięcioletniego projektu. Acquisition Fund stał się od tego czasu modelem dla innych funduszy tego typu w pozostałych miastach Stanów Zjednoczonych.

## Geografia

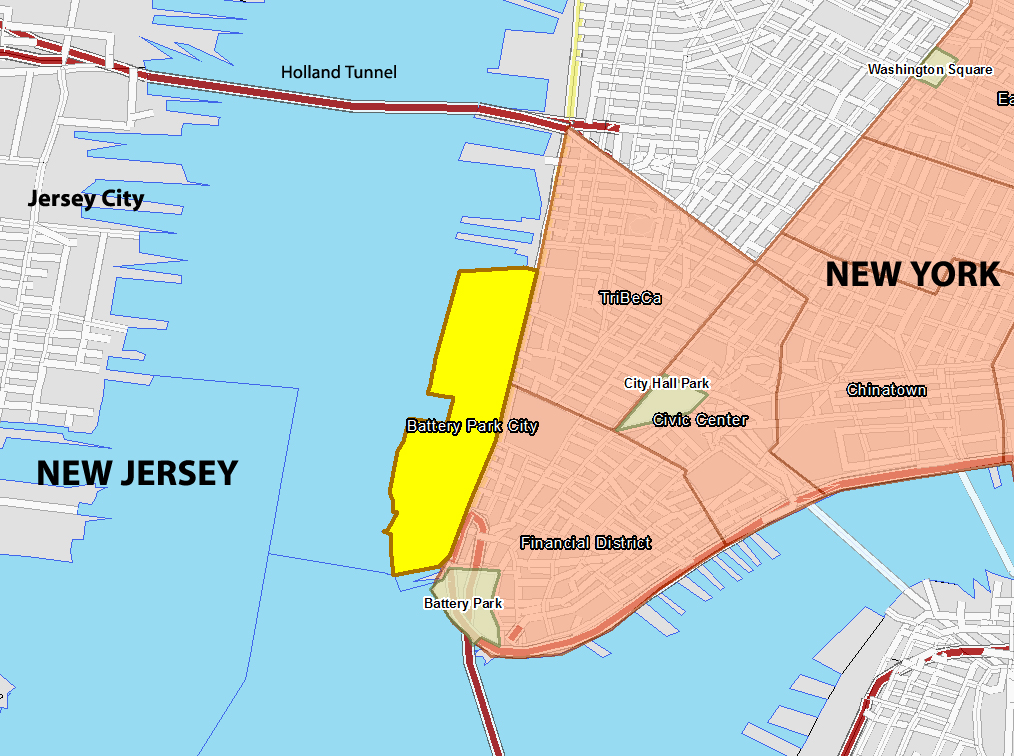
Położenie Battery Park City

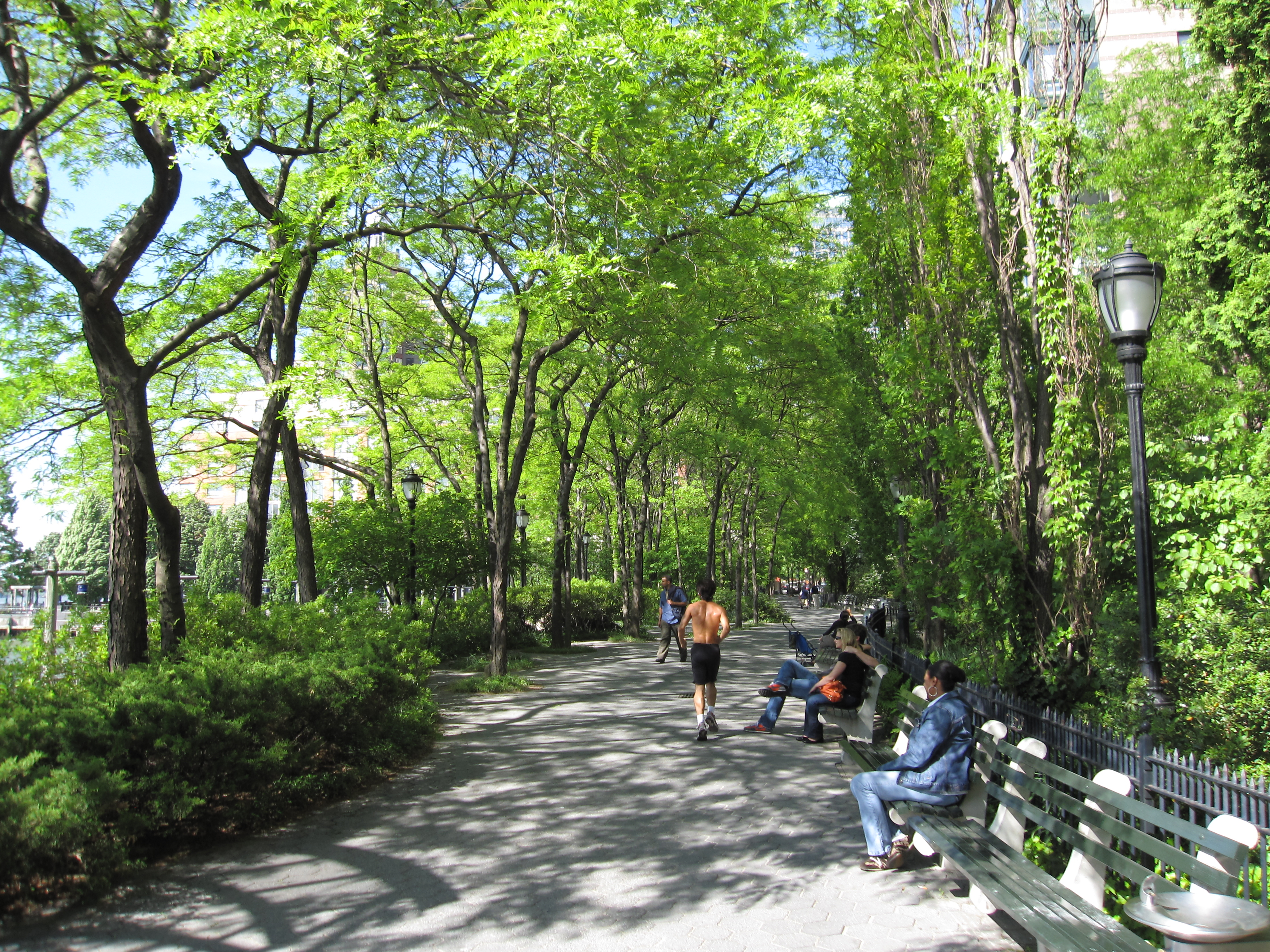
Zieleń w South Cove

Battery Park City jest ograniczony od wschodu przez West Street, która oddziela ten obszar od dystryktu finansowego centrum Manhattanu. Od zachodu, północy i południa Battery Park City otoczony jest wodami rzeki Hudson.
W skład Battery Park City wchodzi pięć sekcji. Podróżując z północy na południe, pierwsza z nich – „North Residential Neighborhood”, charakteryzuje się wieżowcami mieszkalnymi, hotelem, szkołą Stuyvesant High School, kinem, a także nowoczesnym oddziałem Nowojorskiej Biblioteki Publicznej. Działające w hotelu restauracje zostały zamknięte, ponieważ kontrolę nad obiektem przejął bank Goldman Sachs. Wprowadził on bowiem w życie plan rozwoju hotelu, oparty na trzech nowych restauracjach prowadzonych przez Danny’ego Meyera, nowej sali rozrywkowej, centrum konferencyjnym, a także 5 tysiącach stóp kwadratowych powierzchni handlowej. Dotychczas niezabudowane działki zostały wykorzystane pod budowę kolejnych wieżowców; dla przykładu, Goldman Sachs skompletował konstrukcję swojej nowej siedziby przy 200 West Street.
Na południu Battery Park City leży World Financial Center, czyli kompleks budynków komercyjnych, zajmowanych m.in. przez korporacje: American Express, Dow Jones & Company, Merrill Lynch, Nomura Holdings, RBC Capital Markets oraz Deloitte & Touche. Dolne piętra World Financial Center są wykorzystane jako centrum handlowe. Najważniejszym punktem kompleksu jest jednak szklano-stalowe atrium, znane jako Winter Garden. W sąsiedztwie kompleksu znajduje się port jachtowy na rzece Hudson, North Cove.
Na południe od World Financial Center umiejscowiona jest większość obszaru mieszkalnego Battery Park City, podzielona na trzy sekcje: „Gateway Plaza”, kompleks wieżowców-apartamentowców; „Rector Place Residential Neighborhood” i „Battery Place Residential Neighborhood”. Na tych terenach ulokowane są liczne parki, a także sklepy, restauracje i kina.

## Demografia
Spis powszechny z 2000 roku wykazał, że populacja Battery Park City obejmowała 7 951 mieszkańców, zaś gęstość zaludnienia wynosiła 15 855/km². Wedle kryterium rasowego, 75% mieszkańców stanowiły osoby rasy białej, 19,93% miało pochodzenie azjatyckie, 5,32% miało pochodzenie latynoskie, 2,97% było Afroamerykanami, 0,06% miało pochodzenie indiańskie, zaś 0,04% wywodziło się z wysp Pacyfiku; 1,58% mieszkańców Battery Park City reprezentowało inną rasę, a 2,42% było przedstawicielami co najmniej dwóch ras. 27,7% mieszkańców dzielnicy urodziło się poza granicami Stanów Zjednoczonych, z czego 51,8% pochodziło z Azji, 30,8% z Europy, 8,2% z Ameryki Łacińskiej, zaś 9,2% z innych miejsc (głównie Kanady).
W 2007 roku większość mieszkańców Battery Park City reprezentowało klasę średnią wyższą lub wyższą (54% gospodarstw domowych miało średni roczny dochód w wysokości powyżej 100 tysięcy dolarów).
Populacja:
- 1980: –
- 1990: 5 574
- 2000: 7 951
- 2010: 13 386

## Historia
W XIX wieku na obszarze dzisiejszego Battery Park City wybudowana została prawosławna cerkiew św. Mikołaja; to właśnie z tym obiektem utożsamiana była wówczas cała dzielnica.

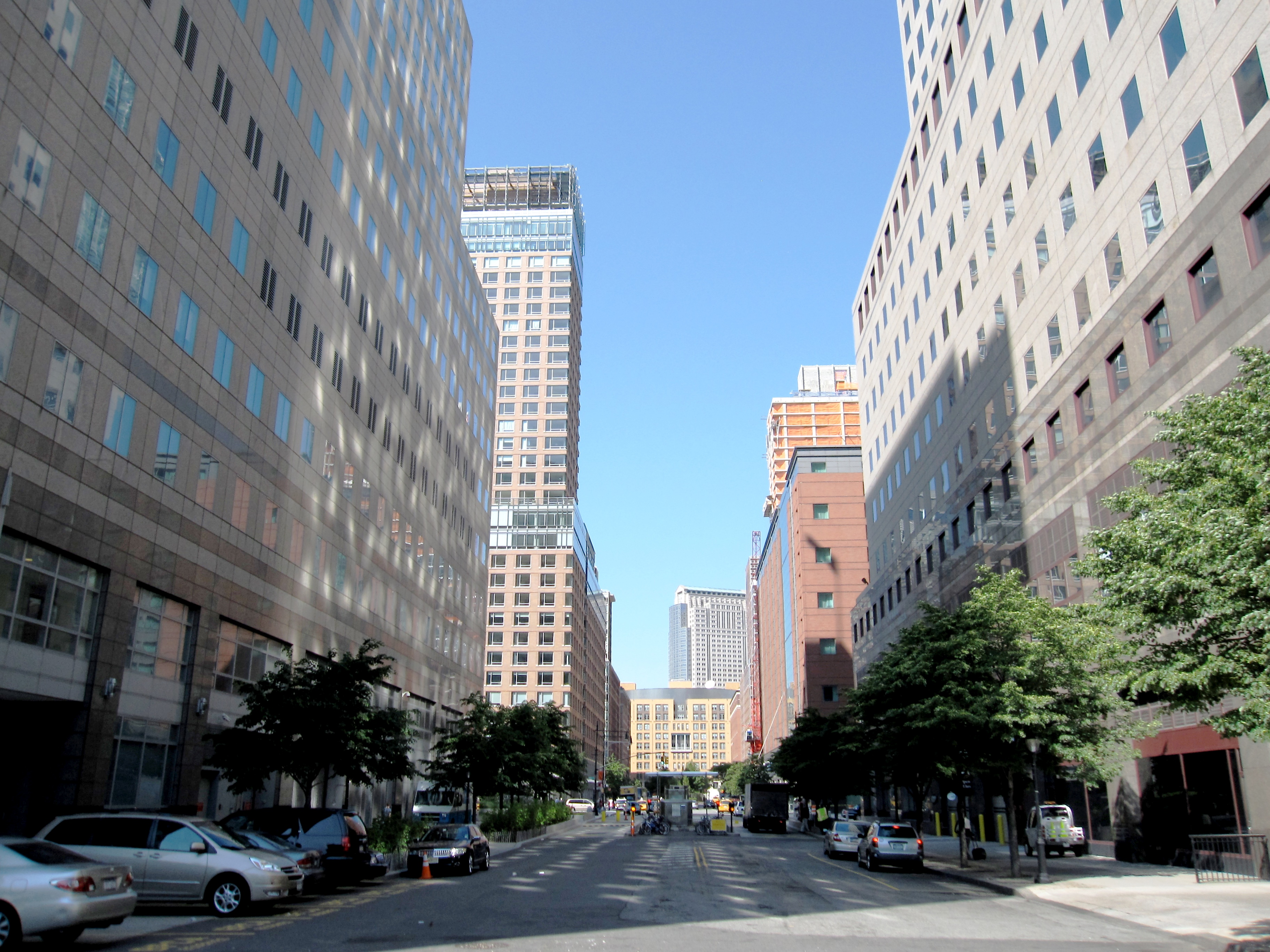
North End Avenue, w kierunku szkoły średniej Stuyvesant High School

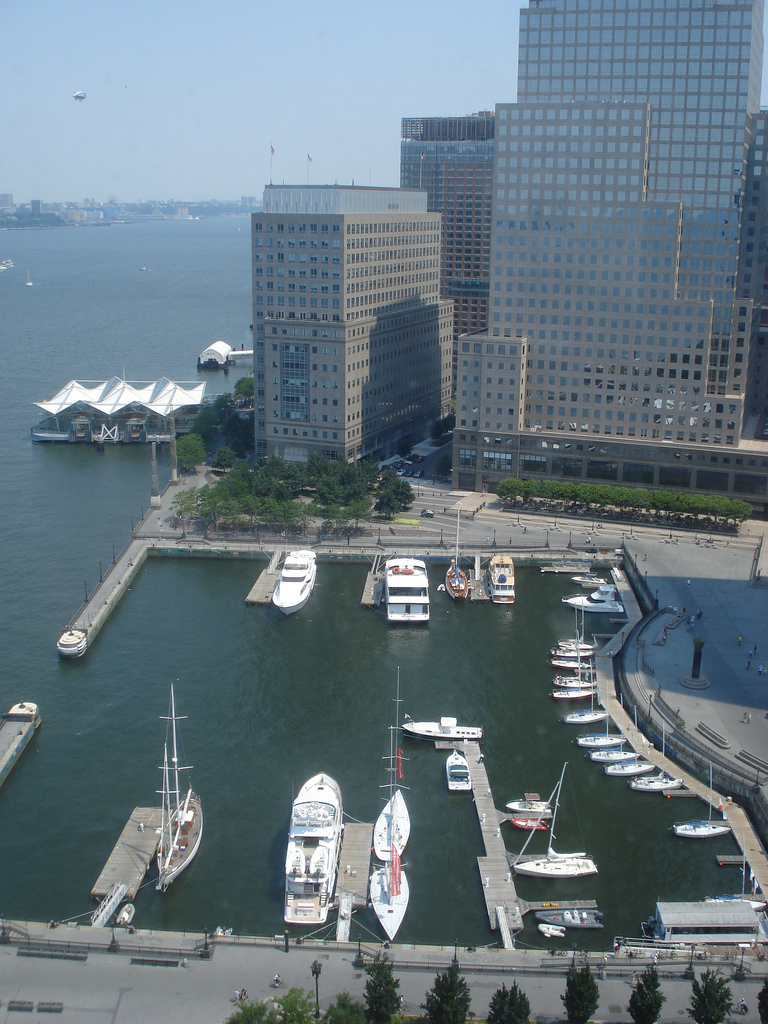
Port jachtowy North Cove, tuż obok World Financial Center

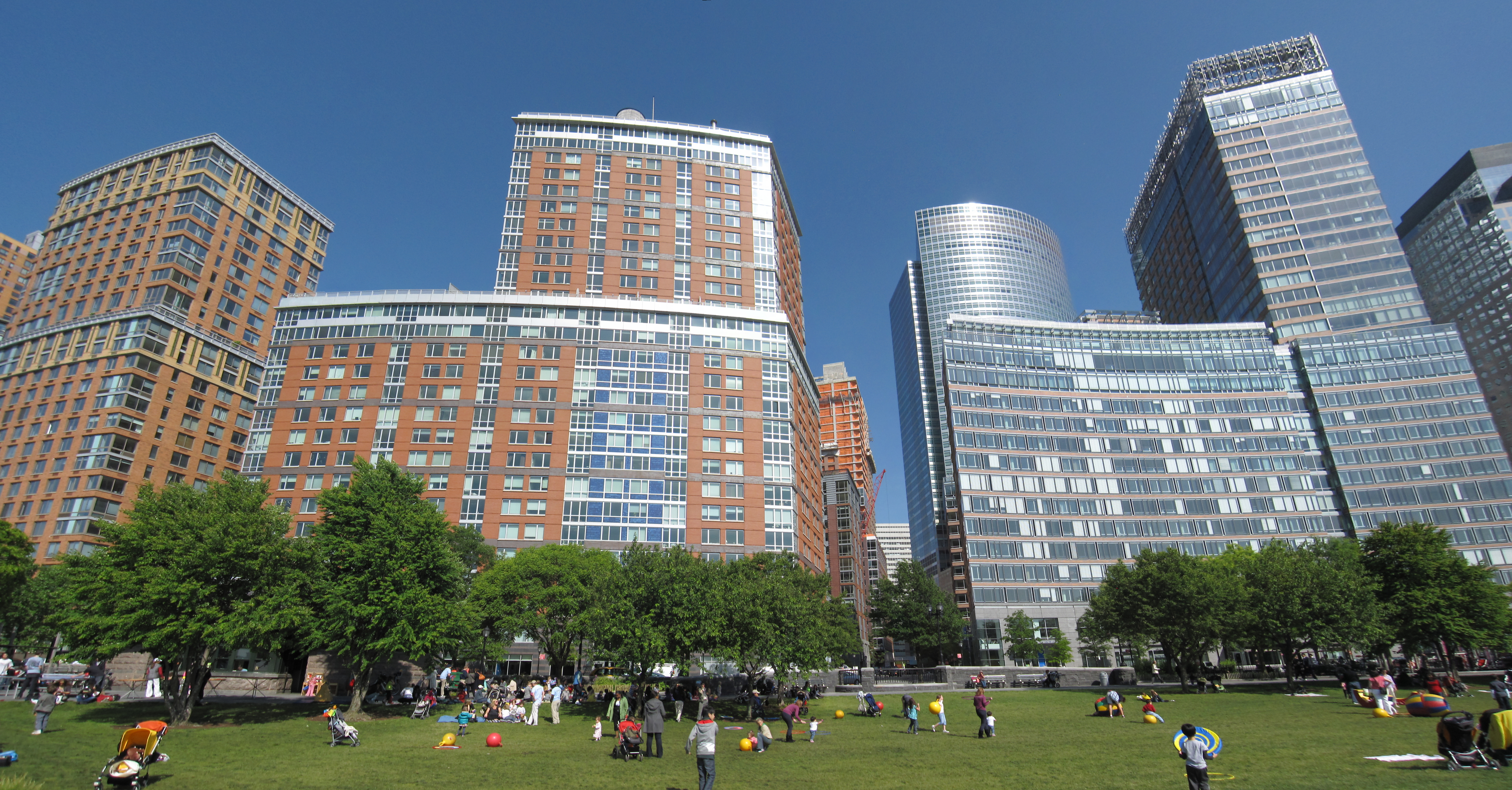
Wysunięta najdalej na północ część Battery Park City

Na początku lat 60. XX wieku zrodził się pomysł, by tereny obecnego Battery Park City poddać procesom melioracji. Inicjatorami tej idei były przede wszystkim prywatne firmy, które uzyskały poparcie burmistrza miasta. Plany te skomplikowały się jednak, gdy gubernator Nelson Rockefeller poinformował, że posiada własną koncepcję zagospodarowania części tych obszarów. Strony osiągnęły kompromis i w 1966 roku gubernator przedstawił propozycję budowy struktury, która w przyszłości stała się Battery Park City. Wizja dzielnicy według architekta Wallace’a K. Harrisona obejmowała „kompleksową społeczność”, złożoną z domów mieszkalnych, infrastruktury społecznej i przemysłu lekkiego. M. Paul Friedberg zaprojektował natomiast rozkład „zieleni”, a także Winter Garden.
W 1968 roku New York State Legislature powołała do życia korporację Battery Park City Authority (BPCA), która miała kontrolować rozwój projektu. W prace zaangażowana była również New York State Urban Development Corporation, a także inne agencje miejskie. W kolejnych latach BPCA czyniła powolne postępy. W 1969 roku korporacja opublikowała plan zagospodarowania terenu, a w 1972 roku wydała 200 milionów dolarów w obligacjach na zebranie funduszy na rozpoczęcie konstrukcji. W procesach melioracji wykorzystywano między innymi ziemię i skały wydobyte podczas budowy World Trade Center. Materiały składowane były na stworzonych specjalnie w tym celu koferdamach. Do 1976 roku wszystkie prace melioracyjne zostały skompletowane. W 1977 roku konstrukcja została wstrzymana na niemalże dwa lata w wyniku finansowych trudności, z jakimi borykało się całe miasto.
23 września 1979 roku w Battery Park City odbyły się antynuklearne demonstracje, w których uczestniczyło niespełna 200 tysięcy osób.
Budowa obiektów mieszkalnych w dzielnicy rozpoczęła się w 1980 roku, zaś rok później wystartowała konstrukcja World Financial Center. W 1985 roku konstrukcja została ukończona, a World Financial Center znalazł pierwszych najemców.
W latach 80. XX wieku Battery Park City Authority nadzorowała szereg prac budowlanych, włączając w to konstrukcję Rector Place, a także nadrzecznej esplanady. W tamtym okresie, w Battery Park City Authority pracowała obecna dyrektorka City Planning Department, Amanda Burden. W latach 80., w Battery Park City powstało w sumie 13 nowych budynków. Na początku lat 90., swoją siedzibę do tejże dzielnicy przeniosła szkoła średnia Stuyvesant High School. Ponadto w latach 90., w Battery Park City skonstruowano kolejnych sześć obiektów. U progu XXI wieku Battery Park City był już praktycznie w całości skompletowany, z wyjątkiem kilku trwających projektów budowlanych przy West Street.
Obecnie mieszkalne obszary Battery Park City podzielone są przez World Financial Center na północną i południową sekcję. Sekcja południowa, rozciągająca się od Winter Garden, jest gęściej zaludnionym regionem, głównie dzięki obecności dwóch apartamentowców: Gateway Plaza i Rector Place. Sekcja północna, wciąż pozostająca w fazie konstrukcji, składa się w całości z wysokich, 20-45-piętrowych obiektów mieszkalnych, wytworzonych z cegły o różnych odcieniach koloru pomarańczowego.
Zamach terrorystyczny z 11 września 2001 wywarł duży wpływ na Battery Park City. Mieszkańcy Lower Manhattanu, a zwłaszcza Battery Park City, zostali przesiedleni z tych obszarów na dziesięć dni. Część obiektów była oficjalnymi „miejscami zbrodni”, dlatego rezydenci nie mogli wrócić do swoich domów przez dłuższy czas. Uzyskawszy w końcu pozwolenie na powrót do Battery Park City, niektórzy mieszkańcy Gateway Plaza zgłaszali, że ich domy zostały splądrowane. Powietrze nad Battery Park City, a także pobliskimi obszarami, wypełnione było toksycznymi dymami z pożarów World Trade Center aż do stycznia 2002 roku.
Niektóre budynki kompleksu Gateway Plaza, a w tym Hudson View East i ówczesny Park Place (obecnie Rector Square), zostały przebite przez części samolotów, które uderzyły w wieże, co pociągnęło za sobą poważne zanieczyszczenia. Winter Garden i inne elementy World Financial Center również doznały pewnych uszkodzeń. Podczas gdy znaczna część mieszkańców obszaru Battery Park City wyprowadziła się na stałe, czasowe ograniczenie spłaty czynszów i dotacje rządowe pomogły w kolejnych latach przywrócić do dzielnicy dawnych rezydentów.
Od tego czasu, rynek nieruchomości w Battery Park City rozwija się prężnie. Wśród realizowanych projektów komercyjnych była między innymi nowa siedziba banku Goldman Sachs.
Obiekty skonstruowane w Battery Park City na przestrzeni lat:
- Lata 80. XX wieku: 13 budynków, w tym 9 mieszkalnych i 4 komercyjne,
- lata 90. XX wieku: 6 budynków, w tym 5 mieszkalnych i 1 komercyjny,
- lata 00. XXI wieku: 10 budynków, w tym 6 mieszkalnych, 3 mieszanego wykorzystania i 1 komercyjny,
- lata 10. XXI wieku: 3 budynki, w tym 1 komercyjny (skompletowany) i 2 mieszkalne (konstruowane).

Od 1984 roku na Dolnym Manhattanie działa Muzeum Dziedzictwa Żydowskiego.